# Władimir Pietlakow

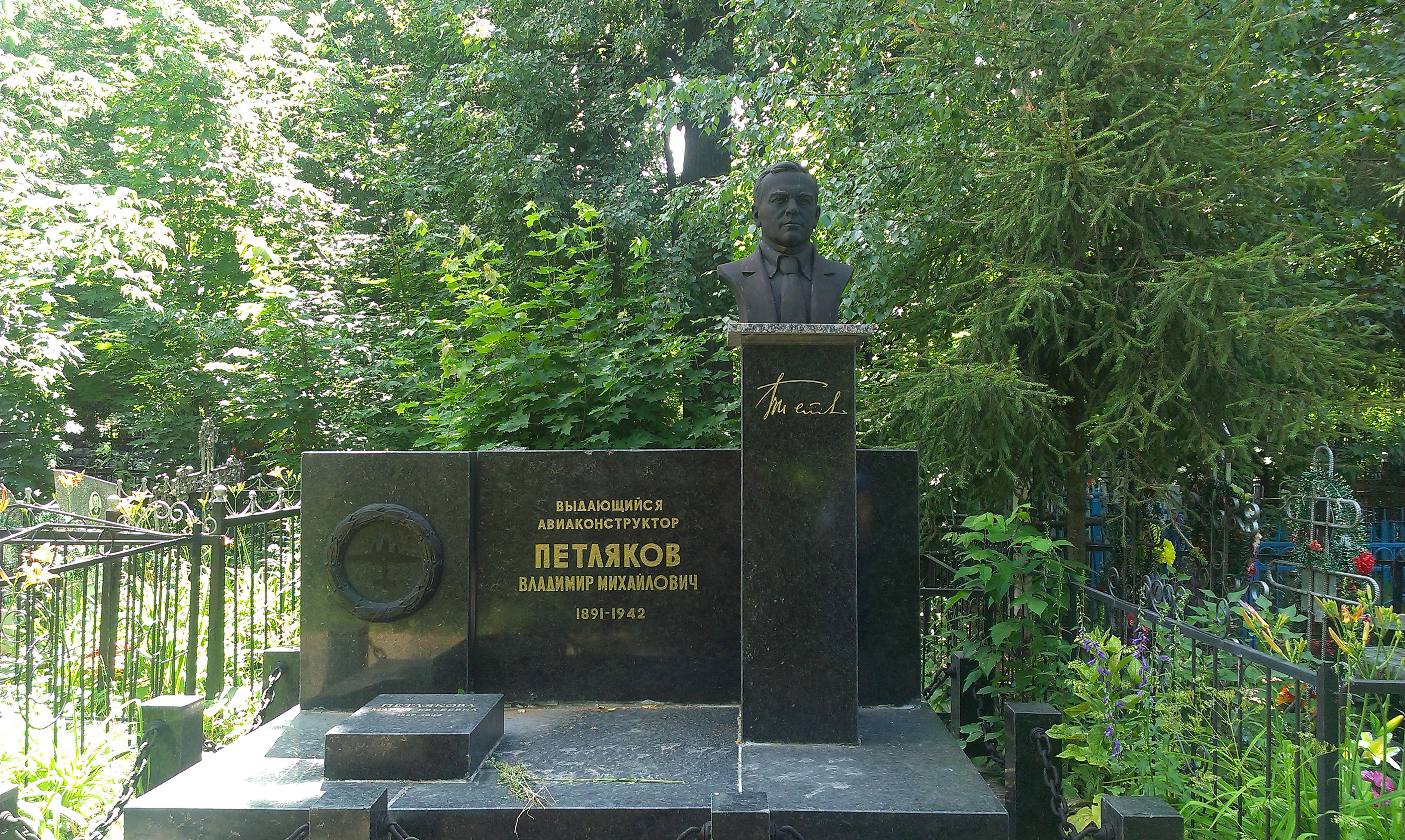
Grób Władimira Michajłowicza Pietlakowa, cmentarz w Arsku

Władimir Michajłowicz Pietlakow, ros. Влади́мир Миха́йлович Петляко́в (ur. 3 czerwca?/15 czerwca 1891 we wsi Sambek w Obwodzie Wojska Dońskiego (obecnie w rejonie nieklinowskim w obwodzie rostowskim), zm. 12 stycznia 1942 w Kazaniu) – radziecki konstruktor samolotów bombowych.

## Życiorys
Po śmierci ojca wraz z rodziną mieszkał w Taganrogu. W 1910 ukończył ośmioklasową szkołę techniczną w Taganrogu, od 1911 studiował na Wydziale Mechanicznym Imperatorskiej Moskiewskiej Szkoły Technicznej, przerwał studia z powodu trudności materialnych, po powrocie ukończył studia w 1922. Pracował jako laborant i technik, a od 1921 do 1936 był zatrudniony w Centralnym Instytucie Aerohydrodynamicznym (CAGI) Andrieja Tupolewa, gdzie od 1925 kierował grupą konstruktorów. Latem 1936 został mianowany szefem wydziału konstrukcyjnego i pierwszym zastępcą głównego konstruktora, następnie głównym konstruktorem zakładu konstrukcji doświadczalnych CAGI. Jako "wróg ludu" w listopadzie 1937 wraz z innymi konstruktorami został aresztowany i osadzony w więzieniu przez NKWD. Więzienie to było w rzeczywistości biurem konstrukcyjnym o nazwie CBK-29 (OKB-29), w którym wraz z innymi aresztowanymi konstruktorami, Pietlakow otrzymał rozkaz skonstruowania myśliwca wysokościowego. W 1940 został zwolniony i mianowany głównym konstruktorem moskiewskich zakładów lotniczych nr 39 im. Mienżyńskiego, potem kierował biurem konstrukcyjnym w zakładach lotniczych nr 22 w Kazaniu. W 1941 otrzymał Nagrodę Stalinowską  I klasy za skonstruowanie samolotu Pe-2. Przyznano mu też dwukrotnie Order Lenina oraz Order Czerwonej Gwiazdy.
W styczniu 1942 roku Pietlakow został pilnie wezwany do Moskwy, na posiedzenie rządu w sprawie produkcji bombowców nurkujących Pe-2. Na lotnisku nie było żadnego wolnego samolotu transportowego, więc wsiadł do Pe-2, który i tak miał lecieć do Moskwy. Podczas lotu na pokładzie wybuchł pożar i nastąpiła katastrofa. Zginęła cała załoga, łącznie z Pietlakowem. By uczcić zmarłego konstruktora nazwę samolotu TB-7, jego konstrukcji, zmieniono na Pe-8.
Do najbardziej znanych konstrukcji Pietlakowa należą samoloty bombowe: Pe-2, Pe-3, Pe-8.